# Петър Ковачев (писател)
Вижте пояснителната страница за други личности с името Петър Ковачев.
Петър Христов Ковачев е български белетрист и поет. Баща на режисьора Роберт Ковачев.

## Биография
Роден е на 4 юли 1941 г. в село Реселец, Белослатинско. Баща му, Христо Ковачев, е директор в местното училище. Завършва българска филология в Софийския държавен университет.
Първия си разказ („Легенда за овчаря“) печата като ученик в списание „Родна реч“ през 1957 г. (кн.8 от 1957 г.). По-късно публикува във вестник „Студентска трибуна“, „Софийски университет“, „Литературен фронт“, сп. „Септември“, „Пламък“, „Мизия“ и др. Участва активно в студентския литературен кръжок „Димчо Дебелянов“. С разказа си „Момче в бързея“ е забелязан от критиката и печели годишната награда на в. „Студентска трибуна“.
Работи като журналист в плевенския вестник „Септемврийска победа“ (1966-1967), нещатен кореспондент на в. „Литературен фронт“ и като драматург на Кукления театър в Плевен (1972-1981).
Автор на разкази, очерци, литературнокритически етюди, рецензии, творчески портрети, стихове, на куклените пиеси „Маминото детенце“ и „Законът на джунглата“, както и на драмата „Стая №304“. Превежда пиесата на Александър Пушкин „Приказка за попа и неговия слуга Глупан“.
Поетическото творчество на Петър Ковачев датира от последната година и половина от живота му, когато вече е тежко болен. Разказите му са събрани за пръв път в книгата „Отива си денят“ от Димитър Коруджиев и Атанас Свиленов.
Умира на 25 декември 1981 г.
Посмъртно са публикувани книгите „Отива си денят“ и „Съобщавам, че съм жив“.

## Посмъртно признание
От 2010 г. в Плевен се провежда национален конкурс на негово име.